# Zlata nežica
Zlata nežica (znanstveno ime Sabanejewia aurata) je sladkovodna riba iz družine činkelj.

## Opis
Zlata nežica ima dolgo in podolgovato telo, ki je pokrito z drobnimi in globoko v kožo vraščenimi luskami. Hrbet zlate nežice je rjavo olivne barve z marmornatim vzorcem, boki pa so zlato rjave barve, posuti z rjavimi pegami. Med hrbtnimi in bočnimi pegami poteka vzdolž bokov ena sama obarvana proga. Glava je relativno majhna, usta so podstojna, okoli njih pa je šest brkom podobnih izrastkov. Štirje do na zgornji ustnici, dva pa v ustnih kotičkih. Za zlato nežico je značilen kožnat greben vzdolž hrbtnega dela repnega debla. Zraste od 8–12 cm, izjemoma pa celo do 14 cm.
Kdaj spolno dozori ni znano, znano pa je, da se podnevi skriva v razpokah ali zakopana v peščena ali blatna tla, ponoči pa se hrani s talnimi nevretenčarji, planktonom in odmrlimi deli rastlin.

## Razširjenost in uporabnost
Zlata nežica je razširjena v Albaniji, Armeniji, Avstriji, Azerbajdžanu, Bosni in Hercegovini, Bolgariji, Hrvaški, Češki, Grčiji, Madžarski, Iranu, Moldaviji, Romuniji, Rusiji, Srbiji, Črni gori, Slovaški, Sloveniji, Turčiji, Turkmenistanu, Ukrajini ter v Uzbekistanu. V Sloveniji je bila doslej odkrita v Gradaščici, Krki, v nekaterih potokih v okolici Celja in Ljubljane ter v ribnikih pri Pesnici. Zlata nežica ima najraje tekoče vode s peščenim dnom, najdemo pa jo tudi v vodah z blatnim ali mivkastim dnom. Prenese vode do temperature do 20°C.
Ostale podvrste:
- S. a. aralensis, (povodje Aralskega morja)
- S. a. balcanica (povodje Črnega in Egejskega morja)
- S. a. baltica (povodje Baltiškega morja)
- S. a. kubanica (porečje reke Kuban)
- S. a. radnensis (Transilvanija)
- S. a. vallachica (Donavsko porečje)